# Tarot de Marsella

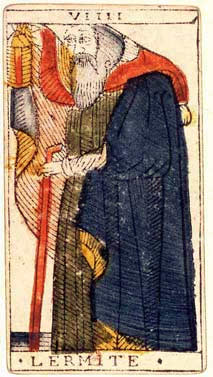
El Ermitaño o L'Hermite, uno de los arcanos mayores del tarot de principios del de Jean Dodal.

El Tarot de Marsella (en francés Tarot de Marseille), juego que utiliza la baraja de cartas del tarot más conocida y de la cual derivan todas las posteriores. Se trata de un juego de  cartas distribuidas en dos grupos: arcanos mayores y arcanos menores.

## Origen del tarot
Una larga investigación llevó a Michael Dummett, filósofo y estudioso de los juegos de cartas, a concluir que -a falta de evidencia más antigua- el mazo del tarot probablemente se inventó en el norte de Italia en el siglo XV y se introdujo en el sur de Francia cuando los franceses conquistaron Milán y Piamonte en 1499. Los antepasados del Tarot de Marsella podrían haber llegado a Francia en esa época. Los dibujos son de carácter medieval y quizás tengan influencia del arte del vitral gótico, bien por la línea de trazo similar, o bien por los colores. El juego del tarot declinó en Italia pero sobrevivió en Francia y Suiza. Después recobró su presencia en el norte de Italia, y regresó con los diseños del tarot de Marsella.
En 1998, el escritor y cineasta chileno Alejandro Jodorowsky y el maestro en cartas Philippe Camoin de la antigua Casa Camoin de Marsella, han reconstruido el Tarot de Marsella con antiguas barajas y los moldes originales detalles olvidados y colores esotéricos. 
En 2002, Philippe Camoin ha expuesto su teoría de que el Tarot de Marsella sería el Evangelio secreto de Santa María Magdalena.
Otros artistas que han reconstruido barajas de la tradición marsellesa son Jean-Claude Flornoy.

### Etimología
Según Alejandro Jodorowsky, nadie sabe de donde proviene la palabra tarot ,ni su verdadero significado. Sin embargo, el escritor chileno señala lo siguiente: dos de los arcanos forman una pareja: el arcano XIII que no tiene nombre en el Tarot de Marsella, aunque por su figura esquelética se le conoce como "La mort" (la muerte en francés) y por otro lado el arcano de "Le mat" (el loco) que no tiene número, por lo que se le considera igualmente como la carta 0 o la carta 22.
De esta forma, señala Jodorowsky, la palabra tarot se forma de los nombres de estos dos arcanos sin contar las letras "M": le mAT y le mORT.
Además, la letra número 13 del alfabeto hebreo es precisamente la letra M, es decir la letra Mem מ

## Estructura
| Símbolo |      |       |         |        |
| Nombre  | Oros | Copas | Espadas | Bastos |

Como otras barajas de tarot, el Tarot de Marsella se divide en dos grupos principales:
- Arcanos menores: La baraja consta de 56 cartas de cuatro palos: Bâtons (bastos), Épées (espadas), Coupes (copas) y Deniers (oros), al igual que la baraja española, y van del As (1) al 10. Además de estas, existen cuatro figuras alegóricas para cada palo: Valet (sota), Chevalier or Cavalier (caballo), Reine (reina) y Roi (rey). Según Jodorowsky el orden es valet o sota ubicada entre el dos y el tres, reina o dama ubicada entre el cuatro y el cinco, rey ubicado entre el seis y el siete y caballero o caballo ubicado entre el ocho y el nueve con vistas al diez.

|         | 1 | 2 | 3 | 4 | 5 | 6 | 7 | 8 | 9 | 10 | Sota | Caballo | Reina | Rey |
| ------- | - | - | - | - | - | - | - | - | - | -- | ---- | ------- | ----- | --- |
| Oros    |   |   |   |   |   |   |   |   |   |    |      |         |       |     |
| Copas   |   |   |   |   |   |   |   |   |   |    |      |         |       |     |
| Espadas |   |   |   |   |   |   |   |   |   |    |      |         |       |     |
| Bastos  |   |   |   |   |   |   |   |   |   |    |      |         |       |     |

- Arcanos mayores: Son un total de 22 naipes numerados. En ocasiones, la carta "El Loco" no está numerada, considerándose o la carta número "0" o la "22".

| #    | Arcano                                      |  |          | |  |
| ---- | ------------------------------------------- |  | -------- | --- |  |
| I    | Le Bateleur (El Mago)                       |  | XII      | Le Pendu (El Colgado)                                                                                          |  |
| II   | La Papesse (La Papisa o La Sacerdotisa)     |  | XIII     | Normalmente no tiene nombre, se le suele llamar L'Arcane sans nom (El Arcano sin nombre) o La Mort (La Muerte) |  |
| III  | L'Impératrice (La Emperatriz)               |  | XIV      | Tempérance (La Templanza)                                                                                      |  |
| IV   | L'Empereur (El Emperador)                   |  | XV       | Le Diable (El Diablo)                                                                                          |  |
| V    | Le Pape (El Papa o El Sumo Sacerdote)       |  | XVI      | La Maison Dieu (La Torre o la Casa de Dios)                                                                    |  |
| VI   | L'Amoureux (El Enamorado)                   |  | XVII     | L'Étoile (La Estrella)                                                                                         |  |
| VII  | Le Chariot (El carro)                       |  | XVIII    | La Lune (La Luna)                                                                                              |  |
| VIII | La Justice (La Justicia)                    |  | XIX      | Le Soleil (El Sol)                                                                                             |  |
| IX   | L'Hermite (El Ermitaño)                     |  | XX       | Le Jugement (El Juicio)                                                                                        |  |
| X    | La Roue de Fortune (La Rueda de la Fortuna) |  | XXI      | Le Monde (El Mundo)                                                                                            |  |
| XI   | La Force (La Fuerza)                        |  | 0 o XXII | Le Mat (El Loco)                                                                                               |  |